# Bărbulești (gmina)
Bărbulești – gmina w Rumunii, w okręgu Jałomica. Obejmuje tylko jedną miejscowość Bărbulești. W 2011 roku liczyła 5902 mieszkańców. 